# Szent Tekla
Tekla vagy Thekla (ógörögül: Θέκλα), egyházi nevén Szent Tekla (Ikonium [napjainkban Konya], 30 körül – Szeleukeia, 120 körül) a hagyomány alapján Pál apostol követője, a hitéért üldözést szenvedett korai keresztény szűz. Életéről elsősorban az apokrif Pál és Tekla cselekedetei nevű irat számol be. Nem világos, hogy valóságos személy volt-e, mivel története csak egy 2. század végén keletkezett műből ismert.

## Élete
Tekla tekintélyes és gazdag pogány szülők leányaként született a kis-ázsiai Likaonia tartomány Ikonium nevű városában Kr. u. 30 körül. Amikor Pál apostol 45-ben eljutott ide az evangéliumot hirdetni, Tekla kereszténnyé lett, és szüzességet fogadott egész életére. Elhatározásában nem tudták megingatni szüleinek és jegyesének kérései, rábeszélései  – de a bántalmazások sem, amelyek e miatt érték: vőlegénye a helyi hatóságnál panaszt tett, Tekla testvérei pedig elárulták Pál apostol tartózkodási helyét. Pált kiűzték a városból, Teklát máglyára vetették elégetni, de a tűz állítólag kialudt.
Tekla ezután csatlakozott Pálhoz, és együtt mentek Antiokheiába. Itt a szüzet pogányok a vadállatok elé dobták, de azok – hasonlóan a lángokhoz – nem bántották. Tekla megszabadult, tovább segített Pálnak a térítésben. Úgy tartják,[pontosabban?] hogy hosszú életet élt, és 90 éves korában hunyt el Szeleukeiában. Emléknapját a római katolikus egyház szeptember 23-án, a görögkatolikus egyház szeptember 24-én ünnepli.

## Tisztelete
Tekla tisztelete hamar elterjedt a keleti egyházban (Egyiptom, Bizánc), majd meghonosodott Itáliában (különösen Rómában); Lyon, és Tarragona városában is. A kultusz spanyol ihletésre a 18. században Bécsben, Prágában, és Münchenben is fölbukkant. Magyarországon útszéli szobra áll Teklának Nagycenken, a szobor lábánál két oroszlán hever. A történelmi Magyarország területén egyetlen temploma volt, Kiskomlóson (Torontál vármegye), amelyet 1807-ben építettek. (Ma a település Romániához tartozik.) Teklafaluban kápolnát, Dunabogdányban 1817-ben mellékoltárt szenteltek a szűz tiszteletére. Barokk Tekla-oltára van az Erzsébet-apácák pozsonyi templomának. Érdekesség, hogy Tekla nevéről kapta a nevét egy 18. századi kolozsvári társulat.

## Életrajza
Szent Tekla életéről a Pál apostol és Thekla cselekedetei (latinul: Acta Pauli et Theclae) című apokrif irat számol be, amely magyar fordításban is létezik IN: Az apostolok csodálatos cselekedetei (szerk. Dörömbözi János, Adamik Tamás), Bp., Telosz, 1996, ISBN 963-8458-089, 230 p